# Coro di morti
Il Coro di morti, madrigale drammatico per voci maschili, tre pianoforti, ottoni, contrabbassi e percussione è una composizione di Goffredo Petrassi scritta nel 1941.

## Storia della composizione
Scritto tra il 20 giugno 1940 e il 6 giugno 1941, il Coro di morti testimonia l’angoscia esistenziale dell’autore, osserva Roman Vlad, «non più placata dalle risposte della fede religiosa, ma resa acuta dalla consapevolezza che la fondamentale problematicità della condizione e del destino umano si pone sotto il segno di un dubbio irresolvibile». 
Si tratta di un’opera che ha contribuito a richiamare l’attenzione mondiale verso la figura di Petrassi e nella quale si esprime una vena corale, parte integrante degli umori creativi del maestro romano, che si suole far risalire agli anni della sua adolescenza quando egli partecipava attivamente ad un gruppo corale e che è riaffiorata in opere della maturità come nel caso delle Orationes Christi composte nel 1975, a testimonianza di una particolare attitudine mai venuta meno e anzi rifiorita attraverso gli anni.
Il Coro di morti è un’opera nata durante gli anni della Seconda guerra mondiale. Tuttavia, come ha voluto precisare Petrassi, essa non va riferita al clima della protest music contro le guerre (come nel caso, ad esempio, del War Requiem di Benjamin Britten o della Terza Sinfonia “Liturgica” di Arthur Honegger); si tratta invece di «un’amara meditazione sul destino dell’uomo e sul fine ultimo dell’esistenza, cioè sulla problematica che investe la coscienza umana, incapace di trovare una risposta a questi drammatici interrogativi». La critica musicale aveva già da tempo individuato nel Coro di morti un’inquietudine nuova rispetto alle precedenti esperienze compositive del maestro romano. Se nella parte corale si avverte lo spirito stilistico e drammatico di Claudio Monteverdi, la parte orchestrale «si rivela come un aggregato duro, mordente» per via del suo singolare organico. La componente “neobarocca” qui non è ancora esaurita, ma la scrittura strumentale evidenzia «fermenti e frantumazioni timbriche che preannunciano l’imminente svolta stilistica» dell’autore. 
Sin dal periodo in cui compose il Salmo IX e il Magnificat, Petrassi aveva avvertito l’esigenza di trovare un contrappeso alla spiritualità barocca ed al “cattolicesimo controriformista” e di aver rinvenuto tale contrappeso nei moralisti francesi del Settecento, la cui spiritualità laica gli fu d’aiuto nella ricerca della sua verità più intima. L’incontro con il mondo poetico di Giacomo Leopardi diede a Petrassi la fermezza necessaria al fine di guardare il fondo delle cose e di condurre ad un processo di purificazione la ricerca delle sue verità essenziali. Una funzione indubbiamente catalizzatrice in questo processo di chiarimento interiore, secondo Roman Vlad, l’ebbe poi per il maestro romano la tragica esperienza di una guerra che costituì, purtroppo, il più immane “trionfo della morte” dell’intera storia dell’umanità.

## Struttura della composizione
Il testo del Coro di morti si basa sul “Dialogo di Federico Ruysch con le mummie” tratto dalle Operette morali del poeta di Recanati.
L’articolazione estrinseca e l’articolazione formale del Coro di morti, osserva ancora Roman Vlad, si plasmano sulla struttura sintattica e logica del testo di Leopardi, che comprende trentadue endecasillabi e settenari divisi in cinque periodi da quattro punti fermi. In corrispondenza di tali periodi, la composizione si divide in cinque sezioni cantate, inframmezzate da quattro interludi strumentali, di cui il primo e il quarto si presentano assai brevi, mentre il secondo ed il terzo assumono le caratteristiche di uno Scherzo strumentale con ripresa variata. 
La particolare strumentazione scelta da Petrassi, con i tre pianoforti in aggiunta a ottoni, contrabbassi e percussione, è stata pensata per creare mirabilmente l’allucinato e spettrale clima timbrico in cui si svolge il macabro Dialogo. Sonorità plumbee e impenetrabili si alternano con armonie gelide e scheletriche e con aure livide ed evanescenti. Blocchi di accordi dolorosamente taglienti appoggiano linee melodiche configurate secondo stilemi in cui prevale un arcaico diatonicismo modale, ma che in alcuni tratti arrivano a sfiorare il cromatismo integrale, sebbene non ancora dodecafonico. 
Nella parte corale la musica di Petrassi arriva a un’espressione alta e toccante che va oltre il senso romantico della morte proprio di numerose composizioni dell’Ottocento. Nei due Scherzi strumentali, invece, si ravvisano i tratti di danza macabramente grottesca che la critica musicale ha voluto accostare alla musica di Stravinskij, con particolare riferimento a Noces. Nell’introduzione analitica premessa all’edizione tascabile della partitura di Coro dei morti, Massimo Mila ha in proposito giustamente osservato: «… certamente c’è Stravinskij in quest’opera, come ci sono anche altri dei migliori moderni. Ma ci sono, vorrei dire, storicisticamente, in quanto sono carne e sangue della nostra età musicale, e se ne sono nutriti tutti gli artisti vivi del nostro tempo … Ci sono non come voluta imitazione, né come inconsapevole riecheggiamento, in quanto fanno parte alla pari con i classici del patrimonio culturale di un musicista moderno».

## Discografia parziale
- Bruno Canino, Eli Perrotta, Antonio Ballista, pianoforte; Coro Polifonico di Milano, Giulio Bertola; Orchestra dell’Angelicum di Milano, Goffredo Petrassi (Stradivarius)